# Мастна киселина
В химията и особено биохимията мастна киселина е карбоксилна киселина, често с дълга неразклонена алифатна опашка (верига), която е или наситена или ненаситена. Карбоксилната киселина и дори късата бутанова (маслена) киселина (4 въглеродни атома) се смятат за мастни киселини, докато мастните киселини добити от естествени мазнини и масла обикновено имат не по-малко от 8 въглеродни атома, например каприлова киселина (октанова киселина). Повечето натурални мастни киселини имат четен брой въглеродни атоми, тъй като биосинтезата им включва коензима acetyl-CoA, носещ двувъглеродна атомна група.

## Производство
Мастни киселини се добиват чрез хидролиза на естерните звена в мазнините и биологичните масла (като и двете са триглицериди) с отнемане на глицерол.
Редица генно-инженерни компании се опитват да създадат изкуствено микроорганизми, които да произвеждат мастни киселини чрез репрограмирането на тяхната ДНК, като междинна цел при производството на биогорива.
Мастните киселини са алифатни монокарбоксилни киселини, добити от или съдържащи се в естерифицирана форма в животински или растителни мазнини, масла и восъци. Естествените мастни киселини обикновено имат вериги състоящи се от 4 до 28 въглеродни атома. Това би включило дори и оцетната киселина, която не се смята за мастна киселина, тъй като е толкова къса, че триглицеридът и триацетин е значително разтворим във вода и следователно не е липид.

## Видове
Мастните киселини се класифицират по много признаци: дължина, наситеност спрямо ненаситеност, четно спрямо нечетно въглеродно съдържание и линейно спрямо разклонено.

### Дължина
- Късоверижните мастни киселини (SCFA) са мастни киселини с алифатни опашки, състоящи се от 5 или по-малко въглеродни атома (пример - бутановата киселина). [3]
- Средноверижните мастни киселини (MCFA) са мастни киселини с алифатни опашки, състоящи се от 6 до 12 въглеродни атома [4], които могат да сформират средноверижни триглицериди.
- Дълговерижните мастни киселини (LCFA) са мастни киселини с алифатни опашки, състоящи се от 13 до 21 въглеродни атома. [5]
- Много дълговерижните мастни киселини (VLCFA) са мастни киселини с алифатни опашки, състоящи се от над 21 (22 и повече) въглеродни атома.

### Наситени
Наситените мастни киселини нямат C=C двойни въглеродни връзки. Формулата им изглежда по следния начин: CH3(CH2)nCOOH (с различно n). Важна наситена мастна киселина е стеариновата киселина (n = 16), която, неутрализирана с натриев хидроксид, е най-често срещаната форма на сапун.
| C:D   | Тривиално наименование | Системно наименование    | Химична формула |
| ----- | ---------------------- | ------------------------ | --------------- |
| C4:0  | Маслена киселина       | n-бутанова киселина      | CH3(CH2)2COOH   |
| C5:0  | Валерианова киселина   | n-пентанова киселина     | CH3(CH2)3COOH   |
| C6:0  | Капронова киселина     | n-хексанова киселина     | CH3(CH2)4COOH   |
| C8:0  | Каприлова киселина     | n-октанова киселина      | CH3(CH2)6COOH   |
| C9:0  | Пеларгонова киселина   | n-нонанова киселина      | CH3(CH2)7COOH   |
| C10:0 | Капринова киселина     | n-деканова киселина      | CH3(CH2)8COOH   |
| C12:0 | Лауринова киселина     | n-додеканова киселина    | CH3(CH2)10COOH  |
| C14:0 | Миристинова киселина   | n-тетрадеканова киселина | CH3(CH2)12COOH  |
| C16:0 | Палмитинова киселина   | n-хексадеканова киселина | CH3(CH2)14COOH  |
| C18:0 | Стеаринова киселина    | n-октадеканова киселина  | CH3(CH2)16COOH  |

### Ненаситени
Ненаситените мастни киселини имат една или повече C=C двойни въглеродни връзки. От двойните C=C въглеродни връзки могат да се получат цис или транс изомери.
При повечето естествено срещани ненаситени мастни киселини всяка двойна връзка има три (n = 3), шест (n = 6) или девет (n = 9) въглеродни атома след себе си и всички двойни връзки имат цис конфигурация. Повечето ненаситени мастни киселини с транс конфигурация (транс мазнини) не се срещат в природата и са резултат на човешка обработка (напр. Хидрогениране). Някои транс ненаситени мастни киселини се срещат естествено в млякото и месото на преживните животни (като едър рогат добитък и овце), както и в млечни продукти, произведени от млякото им. Възникват в резултат от ферментация в търбусите им. Могат също така да бъдат намерени и в кърмата на жени, получили ги благодарение на диетата си.
Геометричните различия между разнообразните видове ненаситени мастни киселини, както и между наситени и ненаситени мастни киселини, играят важна роля в биологичните процеси и в изграждането на биологични структури (като клетъчни мембрани).
| C:D   | Тривиално наименование  | Системно наименование                         | Химична формула                          |
| ----- | ----------------------- | --------------------------------------------- | ---------------------------------------- |
| C16:1 | Палмитолеинова киселина | цис-9-хексадеценова киселина                  | CH3(CH2)5CH=CH(CH2)7COOH                 |
| C18:1 | Олеинова киселина       | цис-9-октадеценова киселина                   | CH3(CH2)7CH=CH(CH2)7COOH                 |
| C18:2 | Линолова киселина       | цис-9-цис-12-октадекадиенова киселина         | CH3(CH2)4CH=CHCH2CH=CH(CH2)7COOH         |
| C18:3 | α-Линоленова киселина   | цис-9-цис-12-цис-15-октадекатриенова киселина | CH3CH2CH=CHCH2CH=CHCH2CH=CH(CH2)7COOH    |
| C18:3 | γ-Линоленова киселина   | цис-6-цис-9-цис-12-октадекатриенова киселина  | CH3(CH2)4CH=CHCH2CH=CHCH2CH=CH(CH2)4COOH |

### Четно- и нечетноверижни мастни киселини
Повечето мастни киселини са четноверижни като например стеариновата (C18) и олеиновата (C18), което значи, че са съставени от четен брой въглеродни атоми. Някои мастни киселини имат и нечетен брой въглеродни атоми - нечетноверижните мастни киселини. Най-разпространените от тях са наситените C15 и C17 производни, съответно пентадеканова киселина и хептадеканова киселина, които се намират в млечните продукти.  На молекулярно ниво, мастните киселини с нечетни вериги се биосинтезират и метаболизират малко по-различно от роднините с четна верига.